# Eric Viscaal
Eric Viscaal (Eindhoven, 1968. március 20. –) Európa-bajnoki bronzérmes holland labdarúgó, csatár.

## Pályafutása

### Klubcsapatban
Az RKVV Tongelre korosztályos csapatában kezdte a labdarúgást. 1986 és 1988 között a PSV Eindhoven labdarúgója volt, ahol két bajnokságot és egy holland kupát nyert a csapattal. Tagja volt az  1987–88-as BEK-győztes együttesnek. 1988 és 1995 között Belgiumban játszott. Egy-egy idény erejéig szerepelt a KSK Beveren és a Lierse SK csapatában. A KAA Gentnél öt szezonon át szerepelt. 1995-96-ban a svájci Grasshopper játékosa volt és bajnok lett a csapattal. 1996-ban hazatért és aDe Graafschap labdarúgója lett. 201-ben a belga KV Mechelen szerződött. Két idény után ismét hazatért és a Dilbeek Sport csapatában szerepelt. Itt vonult vissza az aktív labdarúgástól 2006-ban.

### A válogatottban
1992-ben öt alkalommal szerepelt a holland válogatottban. Tagja volt az 1992-es svédországi Európa-bajnokságon bronzérmes csapatnak.

## Sikerei, díjai
Hollandia
- Európa-bajnokság
  - bronzérmes: 1992, Svédország

 PSV Eindhoven
- Holland bajnokság (Eredivisie)
  - bajnok: 1986–87, 1987–88
- Holland kupa (KNVB)
  - győztes: 1988
- Bajnokcsapatok Európa-kupája (BEK)
  - győztes: 1987–88

 Grasshopper
- Svájci bajnokság
  - bajnok: 1995–96